# Gina Lollobrigida
Gina Lollobrigida, all'anagrafe Luigia Lollobrigida (Subiaco, 4 luglio 1927 – Roma, 16 gennaio 2023), è stata un'attrice e artista italiana.
Considerata una delle maggiori attrici del cinema italiano, è stata diretta da grandi registi italiani come Alessandro Blasetti, Vittorio De Sica, Pietro Germi, Alberto Lattuada, Carlo Lizzani, Mario Monicelli, Luigi Comencini, Mauro Bolognini, Renato Castellani e Mario Soldati. Tra i registi stranieri invece vanno citati John Huston, René Clair, Carol Reed, King Vidor, Jules Dassin, Orson Welles, Robert Siodmak, Jean Delannoy, Melvin Frank, John Sturges, Vincent Sherman, Robert Z. Leonard e Jerzy Skolimowski, affiancando divi di fama mondiale come Rock Hudson, Tony Curtis, Yul Brynner, Anthony Quinn, Sean Connery, Burt Lancaster, Errol Flynn, Frank Sinatra, Humphrey Bogart, Bob Hope, Alec Guinness, David Niven, James Mason e Gérard Philipe.
Oltre alla sua carriera cinematografica ne iniziò una seconda come fotoreporter, che la portò negli anni settanta a intervistare Fidel Castro, e una terza come scultrice. Durante la sua carriera ha ottenuto numerosi riconoscimenti, tra i quali un Golden Globe per il film Torna a settembre, sette David di Donatello, tre Nastri d'argento, una stella sulla Hollywood Walk of Fame e una candidatura ai BAFTA per Pane, amore e fantasia.

## Biografia

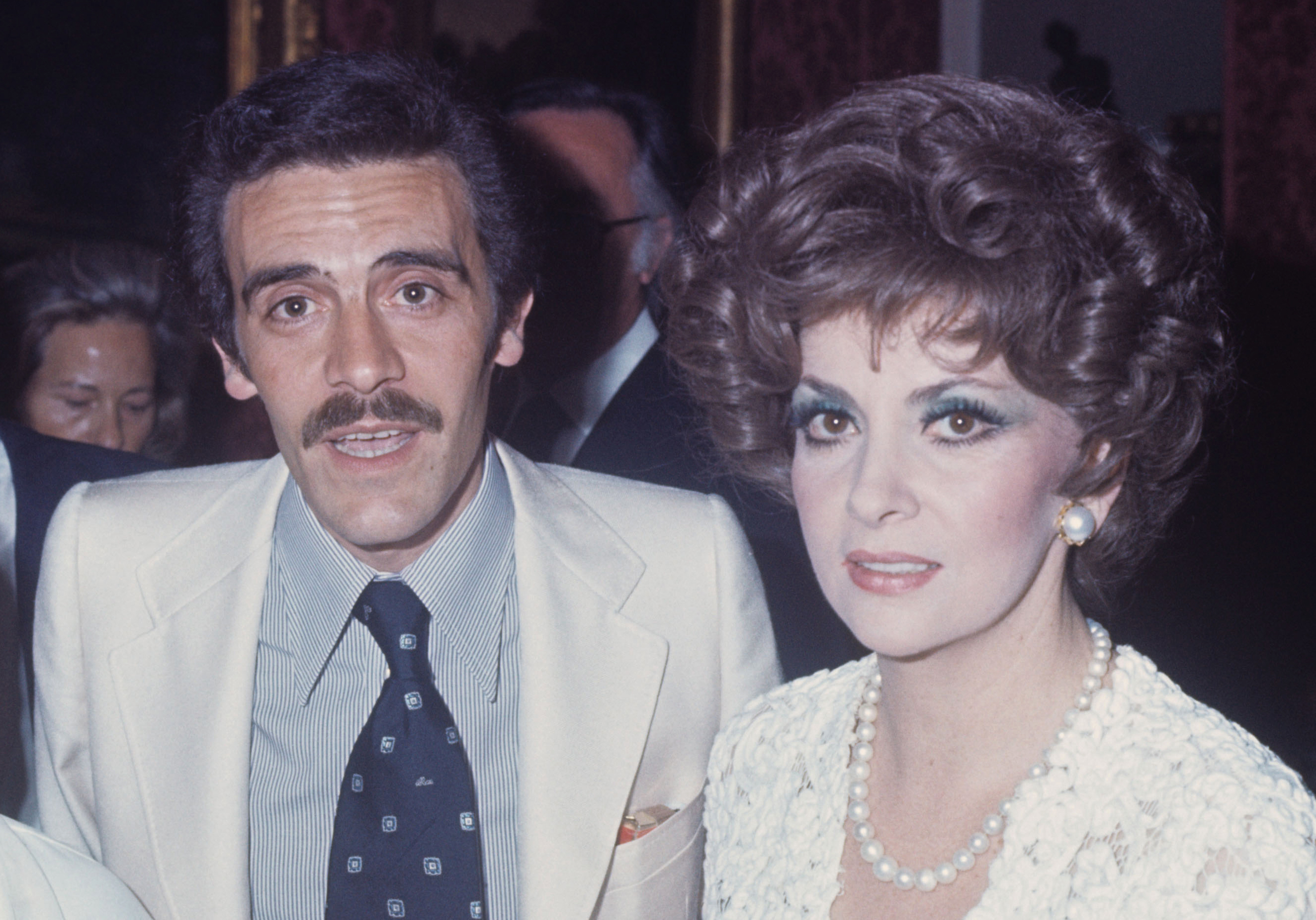
Gina Lollobrigida con Rino Barillari al Premio via dei Condotti Antico Caffè Greco (1970)

Nacque a Subiaco, in provincia di Roma, il 4 luglio 1927, seconda dei sei figli di Giovanni Lollobrigida, un facoltoso produttore di mobili che perse le sue proprietà a causa di un bombardamento angloamericano, e di Giuseppina Mercuri. Gina Lollobrigida era nipote di Chelidonia Merosi, supercentenaria già decana d'Italia; suo padre era un cugino del nonno del giornalista sportivo Marco Lollobrigida, era nipote del fratello del bisnonno del politico Francesco Lollobrigida ed era sorella del nonno della pattinatrice Francesca Lollobrigida.
Nel 1944, ancor prima dell'arrivo degli Alleati, la famiglia si trasferì a Roma iscrivendo Gina all'Istituto di belle arti. La famiglia non era più benestante, e quindi per mantenersi agli studi lei vendeva delle caricature disegnate col carboncino e posava per i primi fotoromanzi, con lo pseudonimo di Diana Loris.
Nella primavera del 1947 partecipò al concorso di Miss Roma e si classificò seconda, ottenendo un tale successo di pubblico che venne invitata a Stresa per le finali di Miss Italia, dove arrivò al terzo posto dopo Lucia Bosè e Gianna Maria Canale, future stelle del cinema come lei. In quello stesso anno parteciparono alla manifestazione anche Eleonora Rossi Drago, esclusa perché priva dei requisiti (in quanto già sposata), e Silvana Mangano, anche loro in seguito divenute celebri attrici.

### Carriera

#### I primi anni

Gina Lollobrigida in Moglie per una notte (1952)

Gina Lollobrigida in La romana (1954)

Nel 1944 Lollobrigida si trovava sfollata insieme alla famiglia nella zona di Todi. Appena diciassettenne con il cognome "Lollo Brigida" interpretò il ruolo di Corinna nella commedia Santarellina di Eduardo Scarpetta, in scena venerdì 8 settembre 1944 per la regia di Luigi Tenneroni al Teatro della Concordia di Monte Castello di Vibio, il più piccolo teatro all'italiana del mondo. Nel 1947 fu protagonista (ancora con lo pseudonimo di Diana Loris) in uno dei primi due fotoromanzi italiani: Nel fondo del cuore, pubblicato a puntate sulla rivista Sogno.
L'attrice iniziò la carriera cinematografica prima come comparsa e controfigura, e successivamente ebbe piccoli ruoli di contorno nei popolari film operistici dell'immediato dopoguerra. Silvana Pampanini ricordava con malizia che fu lei a sceglierla per una particina in una pellicola della quale era protagonista.
Nel 1950, dopo i primi successi, Gina Lollobrigida volò sola verso Hollywood, accettando l'invito del miliardario Howard Hughes, produttore e scopritore di dive come Jane Russell. Quando intuì che stava per essere chiusa in una gabbia dorata tornò precipitosamente a Roma. Il contratto in esclusiva che aveva già firmato le impedì fino al 1959 di lavorare negli Stati Uniti, ma non in produzioni statunitensi girate in Europa, come poi in effetti avvenne.

#### I primi successi
Tra i suoi primi successi, Campane a martello (1949) di Luigi Zampa, Achtung! Banditi! (1951) di Carlo Lizzani, Passaporto per l'oriente, diretto da registi vari, ai quali aggiungere Fanfan la Tulipe di Christian-Jaque (Orso d'argento al Festival di Berlino), e Le belle della notte di René Clair, entrambi del 1952 e in coppia con Gérard Philipe, che la consacrarono star in Francia; nello stesso anno in Italia conquistò una vasta popolarità con Altri tempi di Alessandro Blasetti, nell'episodio Il processo di Frine con Vittorio De Sica, che coniò per lei il neologismo maggiorata fisica.
Nel 1953 interpretò, ancora al fianco di Vittorio De Sica, il personaggio della Bersagliera, premiato con il Nastro d'argento e candidato al BAFTA, in Pane, amore e fantasia di Luigi Comencini (Orso d'argento al Festival di Berlino), entrando definitivamente nell'immaginario collettivo grazie alla gradevole e spontanea caratterizzazione della bella popolana povera dal cuore d'oro ma al contempo risoluta e determinata. Raggiunti i vertici della notorietà, l'anno dopo girò il sequel, altrettanto riuscito, Pane, amore e gelosia sempre di Comencini, ma nel 1955 rifiutò di recitare in Pane, amore e... di Dino Risi, terzo capitolo della serie, e venne rimpiazzata da Sophia Loren, sua storica "rivale" secondo la stampa dell'epoca.
Negli anni seguenti l'attrice affrontò diversi ruoli che rivelarono il tentativo di approfondimento drammatico e più maturo delle sue interpretazioni, come in La provinciale (1953) di Mario Soldati, La romana (1954) di Luigi Zampa, che le fece vincere la Grolla d'oro a Saint Vincent, Mare matto (1963) di Renato Castellani, al fianco di Jean-Paul Belmondo, e Un bellissimo novembre (1969) di Mauro Bolognini, considerate tra le sue prove migliori, almeno come attrice drammatica.

#### Tra Hollywood, Parigi e Cinecittà

Gina Lollobrigida in La donna più bella del mondo (1955)

Dai primi anni cinquanta La Lollo, così soprannominata dalla stampa, diventò protagonista di produzioni internazionali e hollywoodiane come Il tesoro dell'Africa (1953) di John Huston, con Humphrey Bogart e Jennifer Jones, Il maestro di Don Giovanni (1954) di Milton Krims, accanto a Errol Flynn, e La donna più bella del mondo (1955) di Robert Z. Leonard, in coppia con Vittorio Gassman, film biografico che romanza la vita del soprano Lina Cavalieri. In questo ruolo Lollobrigida fornì una buona prova anche come cantante lirica e vinse il David di Donatello alla migliore attrice protagonista, premio che l'Accademia del cinema italiano istituì proprio quell'anno.
Nel 1956 recitò nel film drammatico Trapezio di Carol Reed, accanto a Burt Lancaster e Tony Curtis, che ebbe un grande successo, cui seguirono Il gobbo di Notre Dame (1956) di Jean Delannoy, ove interpretò una splendida e sensuale Esmeralda accanto ad Anthony Quinn nel ruolo di Quasimodo, Sacro e profano (1959) di John Sturges, al fianco di Frank Sinatra e Steve McQueen, Salomone e la regina di Saba (1959) di King Vidor, con Yul Brynner (che dovette sostituire Tyrone Power morto durante le riprese) e George Sanders. In questi anni partecipò anche a due film meno fortunati al botteghino, ma apprezzati dalla critica: Anna di Brooklyn (1958) di Vittorio De Sica e Carlo Lastricati e La legge (1959) di Jules Dassin, ove recitò insieme a Marcello Mastroianni, Yves Montand e Melina Merkouri.
Nel 1961 girò Va nuda per il mondo di Ranald MacDougall, accanto a Ernest Borgnine e Anthony Franciosa; nello stesso anno, con Torna a settembre di Robert Mulligan, in cui fu protagonista insieme a Rock Hudson, Bobby Darin e Sandra Dee, vinse un Golden Globe come miglior attrice del mondo. Presenziò alla cerimonia degli Oscar del 1961, condotta da Bob Hope, consegnando il premio Oscar al miglior regista a Billy Wilder per il film L'appartamento. L'anno seguente recitò con Stephen Boyd nel film in costume Venere imperiale di Jean Delannoy: il ruolo di Paolina Bonaparte le valse un David di Donatello e un Nastro d'argento come migliore attrice protagonista.
Nel 1964 apparve nel drammatico La donna di paglia di Basil Dearden, ove affiancò Ralph Richardson e Sean Connery. L'anno successivo recitò in Strani compagni di letto di Melvin Frank, di nuovo in coppia con Rock Hudson. In quegli anni partecipò sia a film italiani di vario genere, come La bellezza di Ippolita (1962) di Giancarlo Zagni, Io, io, io... e gli altri (1966) di Alessandro Blasetti, Le piacevoli notti (1966) di Armando Crispino e Luciano Lucignani e La morte ha fatto l'uovo (1967) di Giulio Questi, sia a produzioni straniere, quali Hotel Paradiso (1966) di Peter Glenville, ove ebbe come partner Alec Guinness, L'amante italiana (1966) di Jean Delannoy, con Louis Jourdan, e Le avventure e gli amori di Miguel Cervantes (1967) di Vincent Sherman, accanto a Horst Buchholz, José Ferrer e nuovamente Louis Jourdan. Nel 1969 partecipò agli spettacoli televisivi The Dean Martin Show e, in Italia, Stasera Gina, con la regia di Antonello Falqui.
Nel 1968, grazie alla sua brillante interpretazione in Buonasera, signora Campbell di Melvin Frank, con tra gli altri Telly Savalas, Phil Silvers, Lee Grant e Shelley Winters, ottenne una candidatura al Golden Globe per la migliore attrice in un film commedia o musicale e un terzo David di Donatello alla migliore attrice. Sempre nel 1968 apparve come guest star nel satirico Mash, la guerra privata del sergente O'Farrell di Frank Tashlin, con protagonisti Bob Hope e Phyllis Diller. In seguito si cimentò anche con lo spaghetti-western prendendo parte a E continuavano a fregarsi il milione di dollari (1971) di Eugenio Martín, accanto a James Mason e Lee Van Cleef. Nel 1972 recitò con David Niven in Un ospite gradito... per mia moglie di Jerzy Skolimowski. L'anno successivo, dopo una partecipazione in Peccato mortale di Francisco Rovira Beleta, si allontanò dagli schermi cinematografici, cui farà ritorno solo nel 1995 con il film Cento e una notte di Agnès Varda, ove interpretò la moglie di Jean-Paul Belmondo, seguìto da una breve apparizione in XXL (1997) di Ariel Zeitoun, con protagonista Gérard Depardieu.

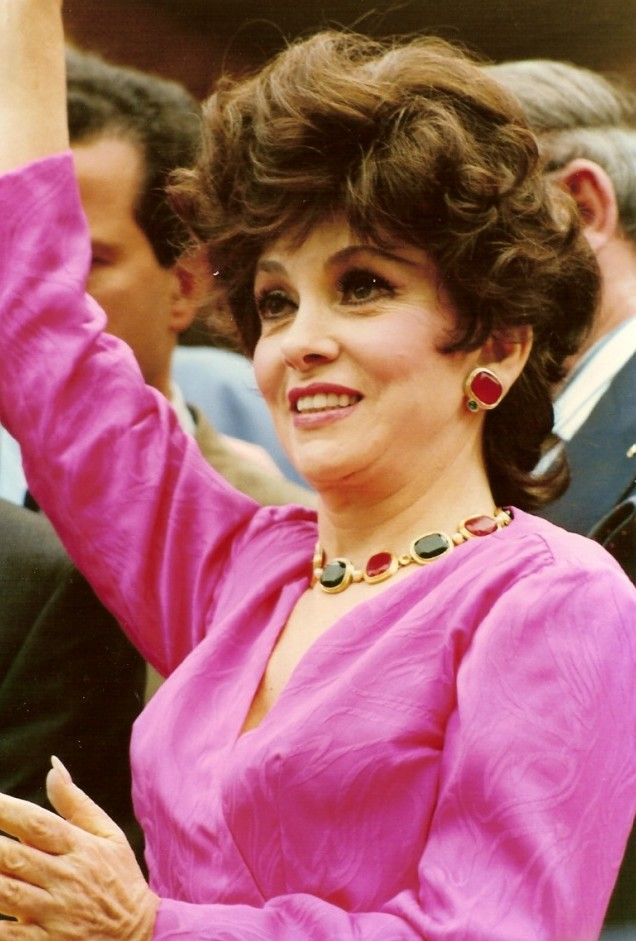
Gina Lollobrigida alla 44ª edizione del Festival di Cannes (1991)

Tra i film che rifiutò, a volte all'ultimo momento: La signora senza camelie (1953) di Michelangelo Antonioni, Jovanka e le altre (1960) di Martin Ritt e Lady L, in cui avrebbe dovuto recitare ancora insieme a Tony Curtis e le cui riprese furono interrotte nel 1965 a causa di contrasti con il regista George Cukor. Fu sostituita rispettivamente da Lucia Bosè, Silvana Mangano e Sophia Loren. L'attrice affermò di avere ricevuto un'offerta per recitare anche in La dolce vita (1960) di Federico Fellini, nel ruolo della fidanzata di Marcello Mastroianni, ma sembra che all'epoca il marito le nascose il copione e così quella parte venne assegnata a Yvonne Furneaux. Rifiutò inoltre la parte della protagonista accanto a Valentina Cortese nel film spagnolo Nido de viudas (1977) di Tony Navarro, perché non pagata, venendo sostituita da Patricia Neal, e di prendere parte alla telenovela argentina Milagros (1994), perché incapace di reggere il ritmo veloce delle riprese.
In numerose interviste Lollobrigida raccontò vari aneddoti riguardanti i suoi rapporti con alcune delle più grandi star della cinematografia internazionale, e in particolare della sua amicizia con l'attrice Marilyn Monroe, che conobbe nei primi anni della sua carriera negli Stati Uniti d'America.

#### Televisione, fotografia e scultura

Gina Lollobrigida premiata al Giffoni Film Festival (1989)

Nel 1972 interpretò la Fata Turchina nel fortunato Le avventure di Pinocchio di Luigi Comencini, che costituì l'esordio dell'attrice in una produzione televisiva e che rimane tuttora nella memoria del pubblico di varie generazioni come un'opera di culto. Pur al culmine della popolarità, dall'anno successivo iniziò a diradare le apparizioni sugli schermi per dedicarsi alla fotografia (ritrasse, tra gli altri, Paul Newman, Salvador Dalí, Henry Kissinger, David Cassidy, Audrey Hepburn ed Ella Fitzgerald), pubblicando anche alcuni libri di reportage (risale al 1973 l'intervista a Fidel Castro), e soprattutto alla scultura, con esposizioni in tutto il mondo, particolarmente in Cina, Francia, Spagna, Qatar, Stati Uniti d'America, Russia. L'Accademia delle arti del disegno conserva due opere, «una ballerina in bronzo e un autoritratto nelle vesti di Minerva».
Nel 1984 apparve nel celebre serial statunitense Falcon Crest: a quasi 60 anni, ancora in ottima forma e inguainata di rosso, ballò la tarantella guadagnandosi una candidatura al Golden Globe per la miglior attrice non protagonista in una serie. Nel 1985, sempre per la TV americana, recitò nella miniserie televisiva Inganni e nel 1986 fu la guest star di due episodi di Love Boat.
Del 1988 è il remake televisivo de La romana diretto da Giuseppe Patroni Griffi, ove Lollobrigida sostenne il ruolo della madre della protagonista, interpretata da Francesca Dellera e con cui litigò apertamente.
Dopodiché si limitò ad apparire saltuariamente in televisione e al cinema, e solo in ruoli cameo, nelle commedie francesi Cento e una notte, diretta da Agnès Varda (1995), e XXL, per la regia di Ariel Zeitoun (1997), e nella fiction Una donna in fuga.

#### Gli anni duemila
Nel 1996 fu premiata con il David di Donatello alla carriera e nel 2006 ebbe un riconoscimento speciale in occasione del cinquantenario del trofeo di cui era stata la prima vincitrice nel 1956.
Nell'ottobre 2010 fu ospite di Pippo Baudo nella trasmissione Novecento, dove ricostruì la sua lunga e fortunata carriera d'attrice, fotografa e scultrice. Nel 2011, dopo 14 anni di assenza nel cinema, tornò sul grande schermo con una partecipazione straordinaria nel film Box Office 3D - Il film dei film, diretto e interpretato da Ezio Greggio. Alla fine dello stesso anno, per la prima volta insieme sul grande schermo, Gina Lollobrigida e Sophia Loren furono tra le protagoniste del documentario Schuberth - L'atelier della dolce vita di Antonello Sarno.
Nel maggio 2012 fu ospite d'onore alla cerimonia del David di Donatello, ove raccontò alcuni aneddoti della sua lunga e intensa carriera d'attrice. Il 2 febbraio 2018 le venne dedicata una stella sulla celebre Hollywood Walk of Fame, divenendo così la quattordicesima personalità italiana a ricevere tale prestigioso riconoscimento.

#### Impegno in politica
Alle elezioni europee del 1999 si candidò al Parlamento europeo in una lista di centro-sinistra, I Democratici, sia nella circoscrizione dell'Italia centrale sia in quella meridionale, ottenendo in tutto oltre 10 000 preferenze, senza risultare eletta.
Nell'agosto 2022 venne diffusa la notizia che in vista delle imminenti elezioni politiche l'attrice sarebbe stata candidata a Latina al collegio uninominale del Senato, e in altre circoscrizioni nel plurinominale proporzionale come quella della Sicilia Orientale, per la lista Italia Sovrana e Popolare, raggruppamento che riunisce varie formazioni politiche, compreso il movimento "Azione Civile" guidato dal suo avvocato personale Antonio Ingroia. Non venne eletta a causa del mancato raggiungimento della soglia di sbarramento da parte della lista.

#### Problemi di salute e morte

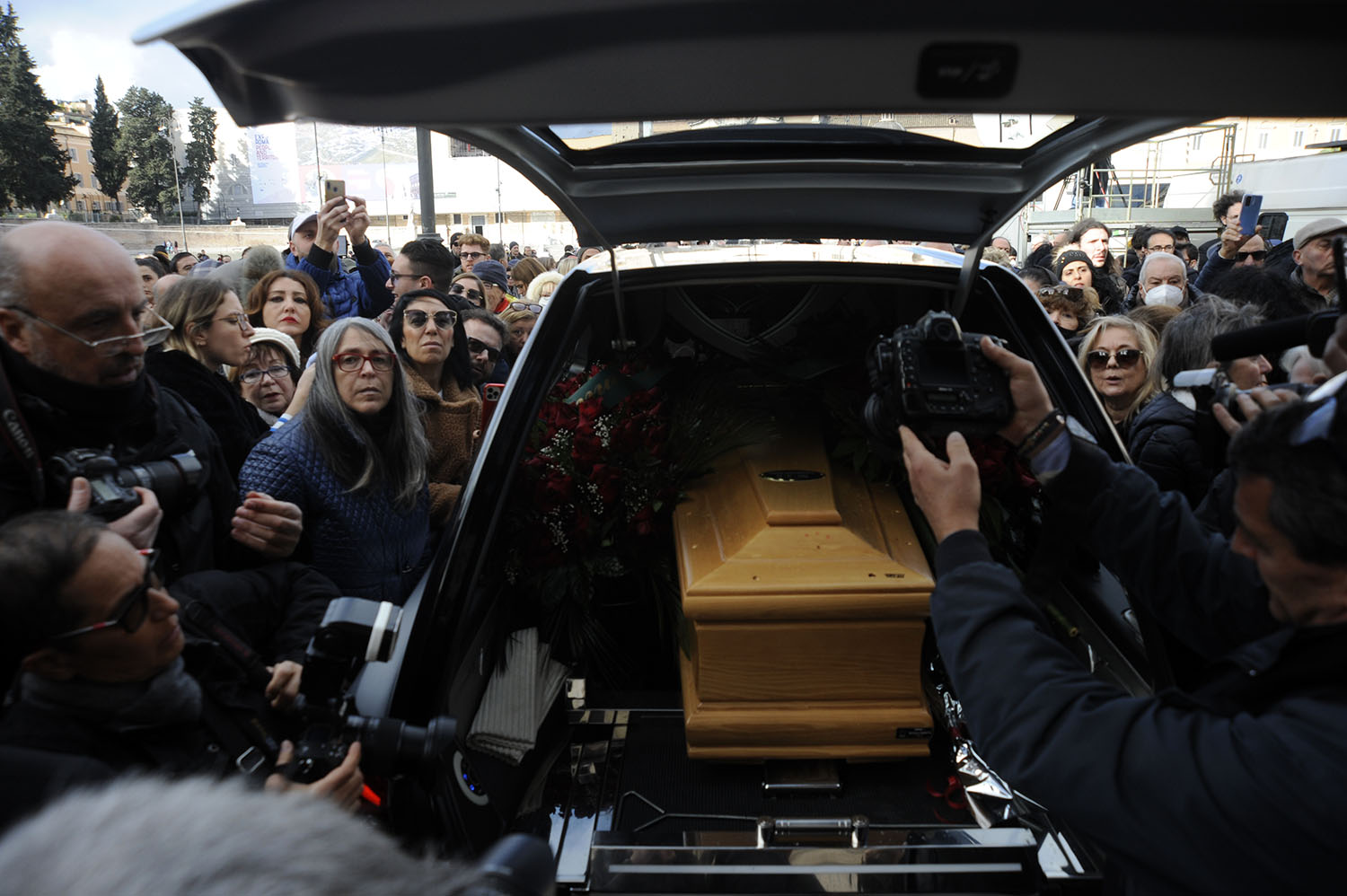
Il funerale a piazza del Popolo

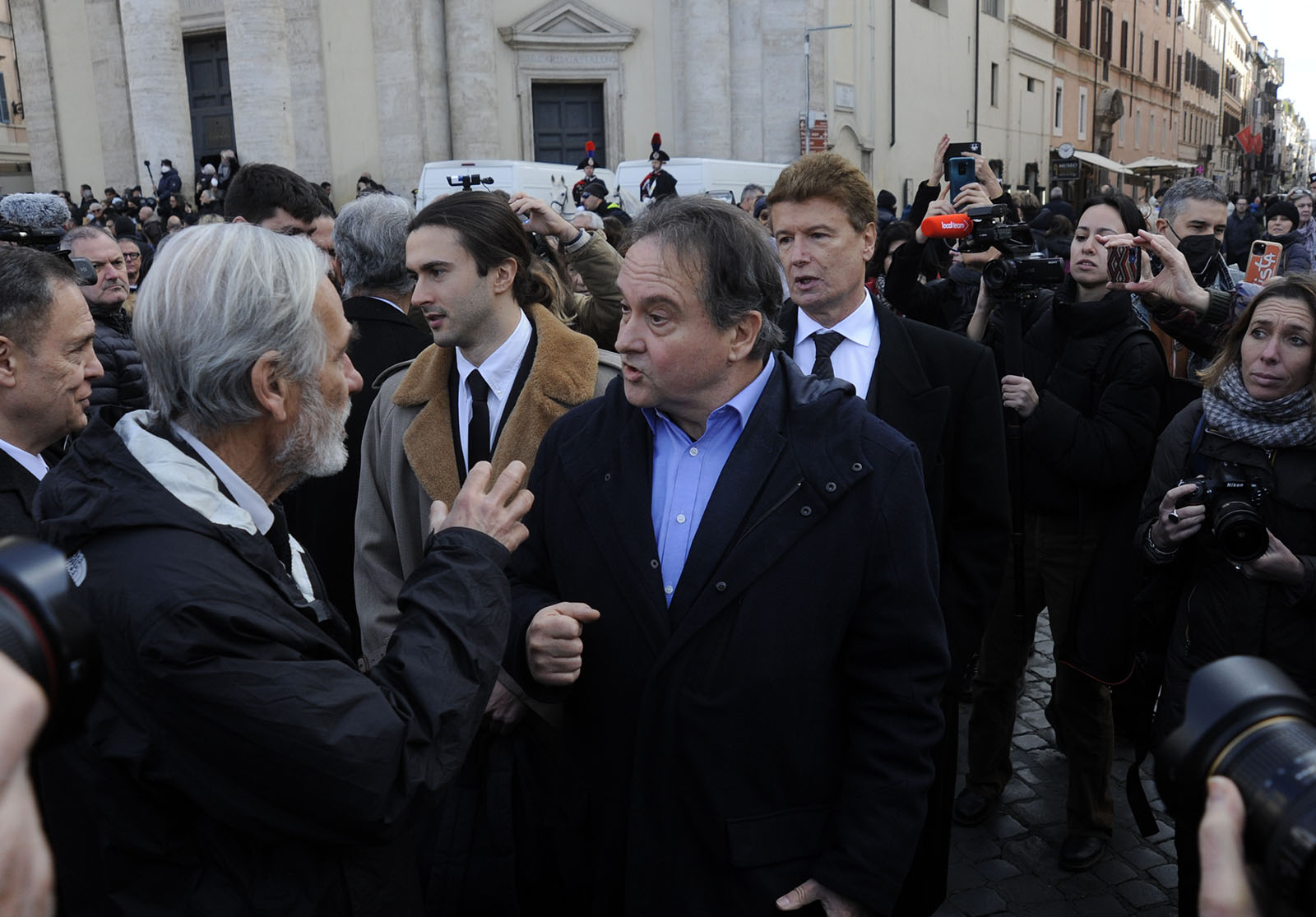
Il figlio Andrea, il nipote Dimitri e l'ex marito Javier

Nel settembre 2022 venne ricoverata a causa di una caduta con conseguente rottura del femore, per la quale venne in seguito operata. In seguito venne nuovamente ricoverata in una clinica privata di Roma, dove si spense il 16 gennaio 2023, all'età di 95 anni, a causa dell'aggravarsi delle sue condizioni di salute. La camera ardente fu allestita il 18 gennaio presso la sala della Protomoteca nel Palazzo Senatorio in Campidoglio e, il giorno seguente con diretta su Rai 1, il funerale celebrato presso la Basilica di Santa Maria in Montesanto a Roma. Al termine della celebrazione il feretro raggiunse la città di Subiaco per la sepoltura nel locale cimitero, come da suo desiderio.

## Vita privata

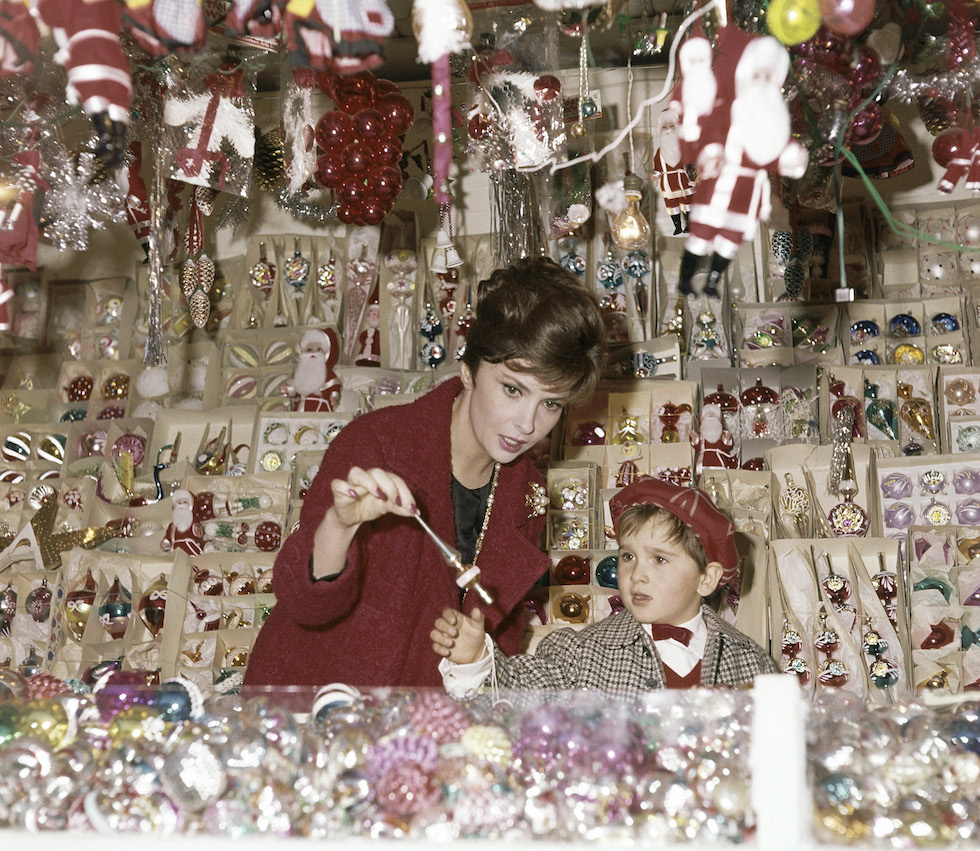
Gina Lollobrigida e il figlio Andrea Milko nel 1962 ai mercatini natalizi di piazza Navona a Roma

Nel gennaio 1949 sposò sul monte Terminillo il medico sloveno Milko Škofič, che prestava servizio fra i profughi temporaneamente alloggiati a Cinecittà. Nel luglio 1957 ebbero un figlio, Andrea Milko Škofič, che darà loro un nipote, Dimitri, nato nel 1994. Nel 1971 divorziò dal marito, da cui viveva separata da almeno cinque anni, che aveva già iniziato una relazione con la cantante lirica austriaca Ute de Vargas.
Dagli anni cinquanta la sua dimora fu una grande villa sull'Appia antica a Roma, sebbene da alcuni anni avesse spostato la propria residenza ufficiale nel Principato di Monaco.
Il 26 marzo 2011 il quotidiano El Mundo diffuse la notizia che la diva si era segretamente sposata con lo spagnolo Javier Rigau a Barcellona nel novembre del 2010, sebbene nel registro civile della città catalana non vi sia riscontro del matrimonio perché era stato celebrato il solo rito religioso per procura. In seguito, l'attrice dichiarò di essere stata sposata con l'inganno attraverso una falsa procura da lei firmata e la vicenda arrivò fino in tribunale, dove Rigau fu accusato di truffa e falso in atto pubblico, ma venne poi assolto dal Tribunale di Roma. Il matrimonio, dichiarato valido anche dal Tribunale della Rota Romana, è stato poi sciolto da Papa Francesco con dispensa papale.
Dal 2007 era cittadina onoraria di Pietrasanta, dove organizzò la sua prima mostra di scultura. Nel luglio del 2013 mise all'asta 22 gioielli della sua collezione, firmati Bulgari, presso Sotheby's a Ginevra; l'asta per beneficenza fruttò 3 800 000 €: il pezzo più prezioso fu un paio di orecchini con perle e diamanti venduto per 1 850 000 euro.
Nel maggio 2018, a quasi novantuno anni di età, l'artista rivelò al giornale Libero che fu vittima di stupro quando era diciottenne e vergine, ossia nel 1945: il colpevole del reato fu un noto calciatore della Lazio, che l'attrice non volle denunciare e del quale non volle nemmeno divulgare l'identità, ma tale tragico evento segnò inesorabilmente la sua vita, poiché la decisione di sposarsi fu presa per quella violenza subìta e non per sentimento di amore.
L'attrice aveva l'abitudine di parlare di sé stessa in terza persona.

## Filmografia

Gina Lollobrigida, Raf Vallone, Enzo Stajola nel film Cuori senza frontiere (1950)

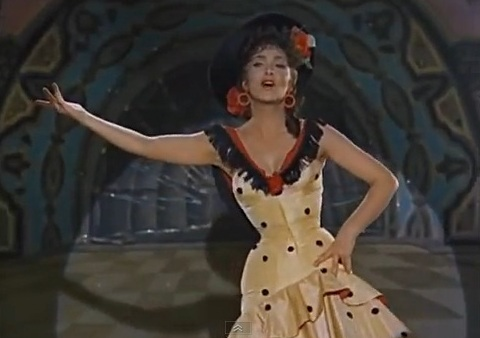
Gina Lollobrigida in un fotogramma del film La donna più bella del mondo (1955)

Gina Lollobrigida nel film Le bambole (1964)

### Cinema
- Aquila nera, regia di Riccardo Freda (1946)
- Lucia di Lammermoor, regia di Piero Ballerini (1946) - non accreditata
- L'elisir d'amore, regia di Mario Costa (1947)
- Il delitto di Giovanni Episcopo, regia di Alberto Lattuada (1947)
- Il segreto di Don Giovanni, regia di Camillo Mastrocinque (1947)
- Vendetta nel sole (A Man About the House), regia di Leslie Arliss (1948)
- Follie per l'opera, regia di Mario Costa (1948)
- Pagliacci, regia di Mario Costa (1948)
- Campane a martello, regia di Luigi Zampa (1949)
- Anselmo ha fretta, regia di Gianni Franciolini (1949)
- Gli spadaccini della serenissima (Black Magic), regia di Gregory Ratoff (1949)
- Miss Italia, regia di Duilio Coletti (1950)
- Cuori senza frontiere, regia di Luigi Zampa (1950)
- Alina, regia di Giorgio Pàstina (1950)
- Vita da cani, regia di Mario Monicelli e Steno (1950)
- La città si difende, regia di Pietro Germi (1951)
- Enrico Caruso, leggenda di una voce, regia di Giacomo Gentilomo (1951)
- Passaporto per l'oriente (A Tale of Five Cities), episodio Roma, regia di Romolo Marcellini (1951)
- Achtung! Banditi!, regia di Carlo Lizzani (1951)
- Amor non ho... però... però, regia di Giorgio Bianchi (1951)
- Moglie per una notte, regia di Mario Camerini (1952)
- Fanfan la Tulipe, regia di Christian-Jaque (1952)
- Altri tempi, epis. Il processo di Frine, regia di Alessandro Blasetti (1952)
- Le belle della notte (Les Belles de nuit), regia di René Clair (1952)
- Le infedeli, regia di Mario Monicelli e Steno (1953)
- La provinciale, regia di Mario Soldati (1953)
- Pane, amore e fantasia, regia di Luigi Comencini (1953)
- Il tesoro dell'Africa (Beat the Devil), regia di John Huston (1953)
- Boum sur Paris, regia di Maurice de Canonge (1953)
- Il grande giuoco (Le Grand Jeu), regia di Robert Siodmak (1954)
- Il maestro di Don Giovanni (Crossed Swords), regia di Milton Krims (1954)
- La romana, regia di Luigi Zampa (1954)
- Pane, amore e gelosia, regia di Luigi Comencini (1954)
- La donna più bella del mondo, regia di Robert Z. Leonard (1955)
- Trapezio (Trapeze), regia di Carol Reed (1956)
- Notre-Dame de Paris, regia di Jean Delannoy (1956)
- Anna di Brooklyn, regia di Vittorio De Sica e Carlo Lastricati (1958)
- La legge (La Loi), regia di Jules Dassin (1958)
- Salomone e la regina di Saba (Solomon and Sheba), regia di King Vidor (1959)
- Sacro e profano (Never So Few), regia di John Sturges (1959)
- Va nuda per il mondo (Go Naked in the World), regia di Ranald MacDougall (1961)
- Torna a settembre (Come September), regia di Robert Mulligan (1961)
- La bellezza di Ippolita, regia di Giancarlo Zagni (1962)
- Venere imperiale, regia di Jean Delannoy (1962)
- Mare matto, regia di Renato Castellani (1963)
- La donna di paglia (Woman of Straw), regia di Basil Dearden (1964)
- Le bambole (ep. Monsignor Cupido), regia di Mauro Bolognini (1965)
- Strani compagni di letto (Strange Bedfellows), regia di Melvin Frank (1965)
- Io, io, io... e gli altri, regia di Alessandro Blasetti (1966)
- Hotel Paradiso, regia di Peter Glenville (1966)
- L'amante italiana (Les Sultans), regia di Jean Delannoy (1966)
- Le piacevoli notti, regia di Armando Crispino e Luciano Lucignani (1966)
- Le avventure e gli amori di Miguel Cervantes (Cervantes), regia di Vincent Sherman (1967)
- La morte ha fatto l'uovo, regia di Giulio Questi (1967)
- Mash, la guerra privata del sergente O'Farrell (The Private Navy of Sgt. O'Farrell), regia di Frank Tashlin (1968)
- Stuntman, regia di Marcello Baldi (1968)
- Buonasera, signora Campbell (Buonasera, Mrs Campbell), regia di Melvin Frank (1968)
- Un bellissimo novembre, regia di Mauro Bolognini (1969)
- E continuavano a fregarsi il milione di dollari (Bad Man's River), regia di Eugenio Martín (1971)
- Un ospite gradito... per mia moglie, regia di Jerzy Skolimowski (1972)
- Peccato mortale, regia di Francisco Rovira Beleta (1973)
- Cento e una notte (Les cent et une nuits de Simon Cinéma), regia di Agnès Varda (1995)
- XXL, regia di Ariel Zeitoun (1997)
- Box Office 3D - Il film dei film, regia di Ezio Greggio (2011) - cameo nel ruolo di se stessa

Gina Lollobrigida in Le avventure di Pinocchio (1972)

### Televisione
- Portrait of Gina, regia di Orson Welles, documentario (1958)
- Le avventure di Pinocchio, regia di Luigi Comencini – miniserie TV (1972)
- Falcon Crest – serie TV, 5 episodi (1984)
- Inganni (Deceptions), regia di Robert Chenault e Melville Shavelson – miniserie TV (1985)
- Love Boat (The Love Boat) – serie TV, episodi 10x02-10x03 (1986)
- La romana, regia di Giuseppe Patroni Griffi – film TV (1988)
- Una donna in fuga, regia di Roberto Rocco – film TV (1996)

## Riconoscimenti

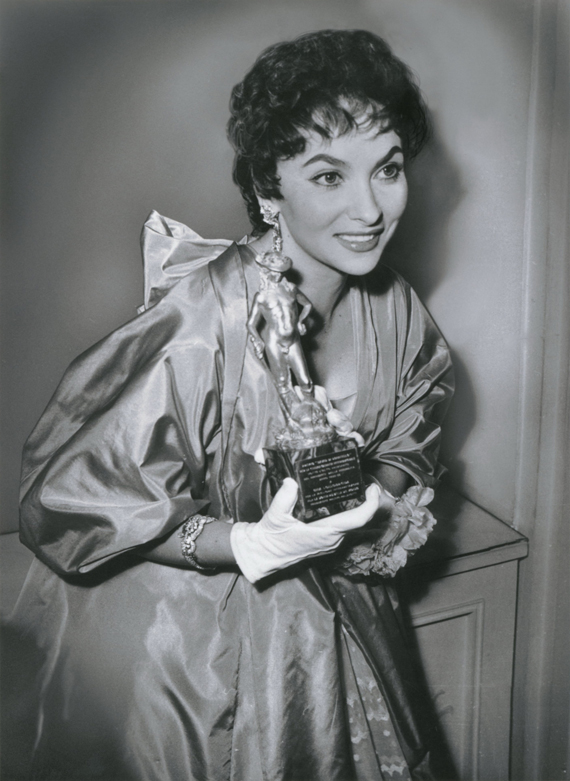
Gina Lollobrigida con il David di Donatello conquistato nel 1956 per La donna più bella del mondo

Il 16 ottobre 1999 Gina Lollobrigida è stata nominata Ambasciatrice di buona volontà dell'Organizzazione delle Nazioni Unite per l'Alimentazione e l'Agricoltura (FAO).
Il 2 febbraio 2018, Gina Lollobrigida riceve la sua stella a Hollywood sulla Walk of Fame, la numero 2 628.
- Golden Globe
  - 1961 – Henrietta Award per Torna a settembre
  - 1969 – Candidatura alla migliore attrice in un film commedia o musicale per Buonasera, signora Campbell
  - 1985 – Candidatura alla migliore attrice non protagonista in una serie per Falcon Crest
- David di Donatello
  - 1956 – Migliore attrice protagonista per La donna più bella del mondo
  - 1963 – Migliore attrice protagonista per Venere imperiale
  - 1969 – Migliore attrice protagonista per Buonasera, signora Campbell
  - 1986 – Medaglia d'oro del comune di Roma
  - 1996 – Premio alla carriera
  - 2006 – David speciale
  - 2016 – Premio alla carriera
- Nastro d'argento
  - 1954 – Migliore attrice protagonista per Pane, amore e fantasia
  - 1963 – Migliore attrice protagonista per Venere imperiale
  - 2022 – Premio alla carriera
- BAFTA
  - 1955 – Candidatura alla migliore attrice protagonista per Pane, amore e fantasia
- Grolla d'oro
  - 1953 - Miglior attrice per La provinciale
- Hollywood Walk of Fame
  - 2018 – Stella
- Festival internazionale del film di Roma
  - 2008 – Marc'Aurelio d'oro alla carriera

## Doppiatrici
Gina Lollobrigida era solita doppiare sé stessa nei film girati all'estero e lo ha fatto sia in italiano sia in francese. Tuttavia in alcune pellicole italiane precedenti l'attrice non recita con la sua voce. Le doppiatrici che le hanno prestato la voce sono:
- Lydia Simoneschi in Cuori senza frontiere, Alina, La città si difende, Amor non ho... però... però e in una breve sequenza de La romana
- Rosetta Calavetta in Follie per l'opera, Achtung! Banditi!, Moglie per una notte, Le infedeli
- Dhia Cristiani in La sposa non può attendere, Enrico Caruso, leggenda di una voce, Miss Italia
- Adriana Parrella in Fanfan la Tulipe, Le belle di notte, Vita da cani
- Andreina Pagnani in Campane a martello
- Miranda Bonansea in Passaporto per l'oriente
- Clara Bindi in Altri tempi
- Rita Savagnone in Un bellissimo novembre
- Ada Maria Serra Zanetti in Mash, la guerra privata del sergente O'Farrell

## Discografia parziale

### Singoli/EP
- 1955 – La donna più bella del mondo (Fono Film Ricordi, A45R 0003 - EP), pubblicato in Italia, Francia e Danimarca
- 1956 - D'art et d'amour/L'espagnole (Vogue Productions – V. 45-198), pubblicato in Francia
- 1956 - A la française/Pourquoi ne pas m'aimer? (Vogue Productions – V. 45-199), pubblicato in Francia
- 1958 - La loi (Versailles – 90 S 252), pubblicato in Francia
- 1969 – Roma, Roma, Roma/Fra te e me confidenzialmente (Carosello - CI 20233), pubblicato in Italia e Spagna
- 1971 – Nel mio orto/Prendimi tu (RCA Italiana, PM 3623)
- xxxx - Italia mia (Selezione dal Reader's Digest)

## Nella cultura di massa

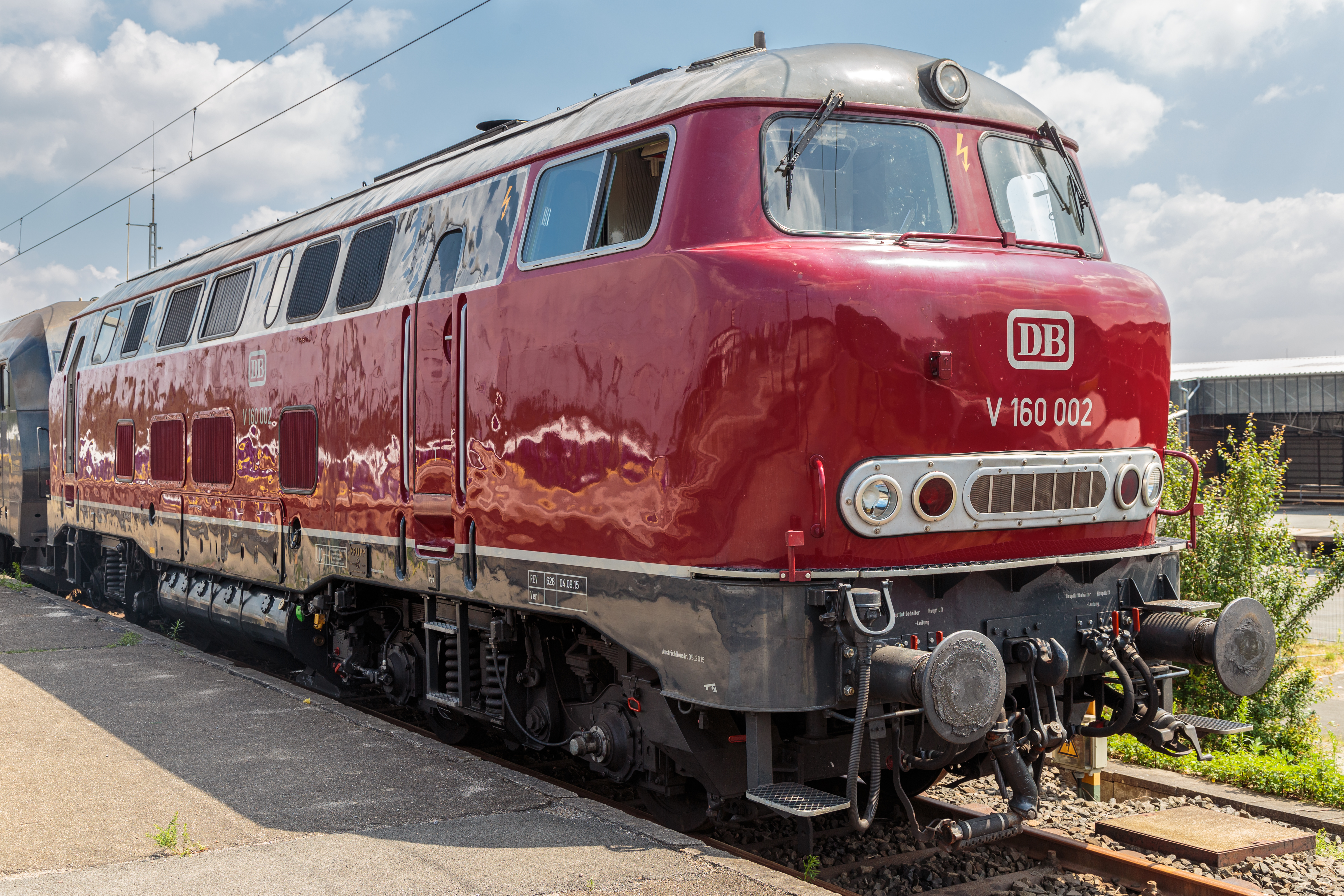
La locomotiva V160.002 mostra le sue famose forme dopo un profondo restauro estetico e funzionale

Tra le canzoni a lei dedicate: Gina di Johnny Mathis (1962), Gina Lollobrigida di Tony Bass (1969), Gina Lollobrigida dei Cardiacs (1984).
Alla fine degli anni cinquanta i prototipi delle locomotive tedesche del gruppo V160 furono soprannominati "Lollo" poiché il loro frontale presentava un'accentuata rotondità. Il soprannome venne poi ripreso anche da altre locomotive con le medesime forme, ma il caso delle V160 tedesche resta il prominente. Curiosamente, gran parte di queste locomotive sono poi state acquistate da ferrovie private italiane.